# Letis vittifera
Letis vittifera är en fjärilsart som beskrevs av Walker 1858. Letis vittifera ingår i släktet Letis och familjen nattflyn. Inga underarter finns listade i Catalogue of Life.